# Mumin (anime, 1990)
A Mumin vagy Moomin (楽しいムーミン一家; Tanosii Múmin Ikka; Hepburn: Tanoshii Mūmin Ikka) 1990-től 1991-ig vetített japán animesorozat, amelyet a Telecable Benelux B.V. és a Telescreen Japan Inc. Visual 80 készített. A forgatókönyvet Akira Miyazaki, Shozo Matsuda, és Masaaki Sakurai írta, Hiroshi Saitô és Masayuki Kojima rendezte, a zenéjét Sumio Shiratori szerezte. A 78 részes sorozat Japánban a TV Tokyo-n volt látható, az Egyesült Királyságban pedig a CBBC tűzte műsorára.

## Szereplők
- Múmin – A fehér színű gyerekvíziló, a főszereplő.
- Pöttömke – A játékbaba, Múmin barátja.

## Epizódok
| #   | Japán cím                                     | Magyar cím                                       | Japán premier     | Magyar premier | Író            | Rendező |
| --- | --------------------------------------------- | ------------------------------------------------ | ----------------- | -------------- | -------------- | ------- |
| 1.  | ムーミン谷の春 Múmindani no Haru              | Tavasz a Múmin-Völgyben                          | 1990. április 12. |                | Mijazaki Akira |         |
| 2.  | 魔法の帽子 Mahó no bósi                       | A csodakalap                                     | 1990. április 12. |                | Mijazaki Akira |         |
| 3.  | 浜で見つけた難破船 Hama de micuketa nanpaszen | A hajóroncs                                      | 1990. április 19. |                | Mijazaki Akira |         |
| 4.  | おばけ島へようこそ Obakedzsima e jókoszo      | A különös sziget                                 | 1990. április 26. |                | Mijazaki Akira |         |
| 5.  | ニョロニョロの秘密 Njoronjoro no himicu       | A hettipuffancsok titka                          |                   |                | Mijazaki Akira |         |
| 6.  | 小さな小さなお客様                            | Apró vendégek                                    |                   |                |                |         |
| 7.  | スーツケースの中身                            | A bõrönd                                         |                   |                |                |         |
| 8.  | 飛行オニの魔術                                | A Csodakobold varázsereje                        |                   |                |                |         |
| 9.  | 姿の見えないお友達                            | A láthatatlan barát                              |                   |                |                |         |
| 10. | 笑顔がもどったニンニ                          | Bújócska Bûzmókkal                               |                   |                |                |         |
| 11. | 大空を飛ぶスノーク                            | Szárnyak                                         |                   |                |                |         |
| 12. | ムーミン海賊と闘う                            | A kalóz                                          |                   |                |                |         |
| 13. | 地球最後の龍                                  | Az utolsó sárkány a világon                      |                   |                |                |         |
| 14. | お隣りさんは教育ママ                          | Szigorú Szetti és gyermekei                      |                   |                |                |         |
| 15. | 記憶を失ったフローレン                        | Horkica hercegnõnek hiszi magát                  |                   |                |                |         |
| 16. | ムーミン谷に火星人!                           | Találkozás földönkívüliekkel                     |                   |                |                |         |
| 17. | ムーミンパパの家出                            | Múminpapa kalandra vágyik                        |                   |                |                |         |
| 18. | 海から来た魔法の種                            | A varázslatos vetőmagok                          |                   |                |                |         |
| 19. | ムーミン谷はジャングル                        | A dzsungel                                       |                   |                |                |         |
| 20. | ムーミン虎たちを救う                          | Az állatok megmentése                            |                   |                |                |         |
| 21. | スナフキンの旅立ち                            | Vándor délre megy                                |                   |                |                |         |
| 22. | ムーミンとミイの大冒険                        | Múmin és Pöttöm kalandjai                        |                   |                |                |         |
| 23. | ムーミン谷の冬の住人                          | Látogatók télen                                  |                   |                |                |         |
| 24. | 帰ってこないスナフキン                        | Siess haza, Vándor!                              |                   |                |                |         |
| 25. | パパの夢をのせて                              | A világítótorony                                 |                   |                |                |         |
| 26. |                                               | A nap, amikor kigyullad a világítótorony lámpája |                   |                |                |         |
| 27. |                                               | Zsugori néni                                     |                   |                |                |         |
| 28. |                                               | Az úszó színház                                  |                   |                |                |         |
| 29. |                                               | Az elveszett gyerekek                            |                   |                |                |         |
| 30. |                                               | Az elõadás                                       |                   |                |                |         |
| 31. |                                               | A nagy robbanás                                  |                   |                |                |         |
| 32. |                                               | Az aranyhal                                      |                   |                |                |         |
| 33. |                                               | A lámpa szelleme                                 |                   |                |                |         |
| 34. |                                               | A papírsárkány                                   |                   |                |                |         |
| 35. |                                               | A boszorkány                                     |                   |                |                |         |
| 36. |                                               | Karácsony                                        |                   |                |                |         |
| 37. |                                               | Téli örömtüzek                                   |                   |                |                |         |
| 38. |                                               | Az átok                                          |                   |                |                |         |
| 39. |                                               | A furcsa robbanások                              |                   |                |                |         |
| 40. |                                               | A titkos tüzijáték                               |                   |                |                |         |
|     |                                               |                                                  |                   |                |                |         |